# Jeannie Ebner
Jeannie Ebner, po mężu Allinger (17 listopada 1918 w Sydney, Australia - 16 marca 2004 w Wiedniu), pisarka austriacka.
Studiowała rzeźbiarstwo na Akademii Sztuk Pięknych w Wiedniu; pracowała m.in. jako redaktor pisma literackiego Literatur und Kritik (1968–1978). W latach 1974–1990 była członkiem Senatu ds. Kultury landu Niederoesterreich. Tłumaczyła na język niemiecki Ednę O’Brien i Doris Lessing.
Autorka m.in.:
- Sie warten auf Antwort (1954, debiut powieściowy)
- Die Wildnis früher Sommer (1958, powieść)
- Der Königstiger (1959, opowiadania)
- Die Götter reden nicht (1961, opowiadania)
- Figuren in Schwarz und Weiß (1964, powieść)
- Protokoll aus einem Zwischenreich (1975, opowiadania)
- Erfrorne Rosen (1979, opowiadania)
- Drei Flötentöne(1980, powieść)
- Papierschiffchen treiben. Erlebnis einer Kindheit (1987)
- ...und hat sein Geheimnis bewahrt (1991, powieść)
- Zauberer und Verzauaberte (1992, powieść)
- Der Genauigkeit zuliebe. Tagebücher 1942-1980 (1993, dzienniki)
- Sämtliche Gedichte 1940-1993 (1993, zbiór poezji)